# Halmahera Barat
Halmahera Barat (indonez. Kabupaten Halmahera Barat) – kabupaten w indonezyjskiej prowincji Moluki Północne. Jego ośrodkiem administracyjnym jest Jailolo.